# Hippia pronax
Hippia pronax är en fjärilsart som beskrevs av Paul Dognin 1908. Hippia pronax ingår i släktet Hippia och familjen tandspinnare. Inga underarter finns listade i Catalogue of Life.